# Филипийска базилика B
Филипийската базилика B (на гръцки: Βασιλική Β Φιλλίπων) е археологически обект в античния македонски град Филипи, Гърция.

## История
Базилика B е последната църква, построена във Филипи и датира от средата на VI век. Издигната е южно от форума, върху римския мацелум и палестрата. С малко по-късна датировка от константинополската „Света София“, тя е един от първите примери за провинциална куполна базилика. Пол Льомерл, който пристъпва към нейното систематично проучване през 1930-те г., и който дава името ѝ Базилика B, смята, че тя никога не е била завършена поради бързия срив на купола.
В руините на базиликата е открит един от най-дългите запазени старобългарски надписи – Надписът от Филипи от времето на хан Пресиян (836-852), който отразява присъединяването на тези земи към България през 837 година и понастоящем се намира в Археологическия музей на Филипи.
- Руините Диреклер (диреците), нарисувани от Анри Доме в 1861 г.[4]
- Княз Борис Търновски с офицери в базиликата през Първата световна война, 1917 г.
- Съвременен изглед
- Детайл от украсата
- Капител от базиликата